# Meneptera diopis
Meneptera diopis is een vlinder uit de familie spinneruilen (Erebidae). De wetenschappelijke naam is voor het eerst geldig gepubliceerd in 1905 door Hampson.
De soort komt voor in tropisch Afrika.